# Отрадный (парк, Киев)
Парк «Отрадный» — главный парк киевского жилмассива Отрадный, находится южнее проспекта Любомира Гузара.

## Описание
После войны начинается благоустройство района Отрадный. Жилой массив строился в 1959—1965 годах по проекту архитекторов Н. М. Скрибицкого, В. И. Сусского, А. Д. Корнеева, Е. П. Репринцевой и А. И. Заварова. Массив был застроен 5- и 9-этажными домами.
В эти же года был заложен и парк «Отрадный», который разметили между улицей Героев Севастополя и проспектом Отрадный. Он стал центральным компонентом архитектурной композиции жилмассива. Напротив главной парковой аллеи был построен кинотеатр «Тампере». В парке «Отрадный» берёт начало один из притоков речки Лыбедь — ручей Отрадный, истекающий из паркового пруда. В 2000-е годы на территории парка основали украинский этнографический музей «Мамаева Слобода».

## Галерея

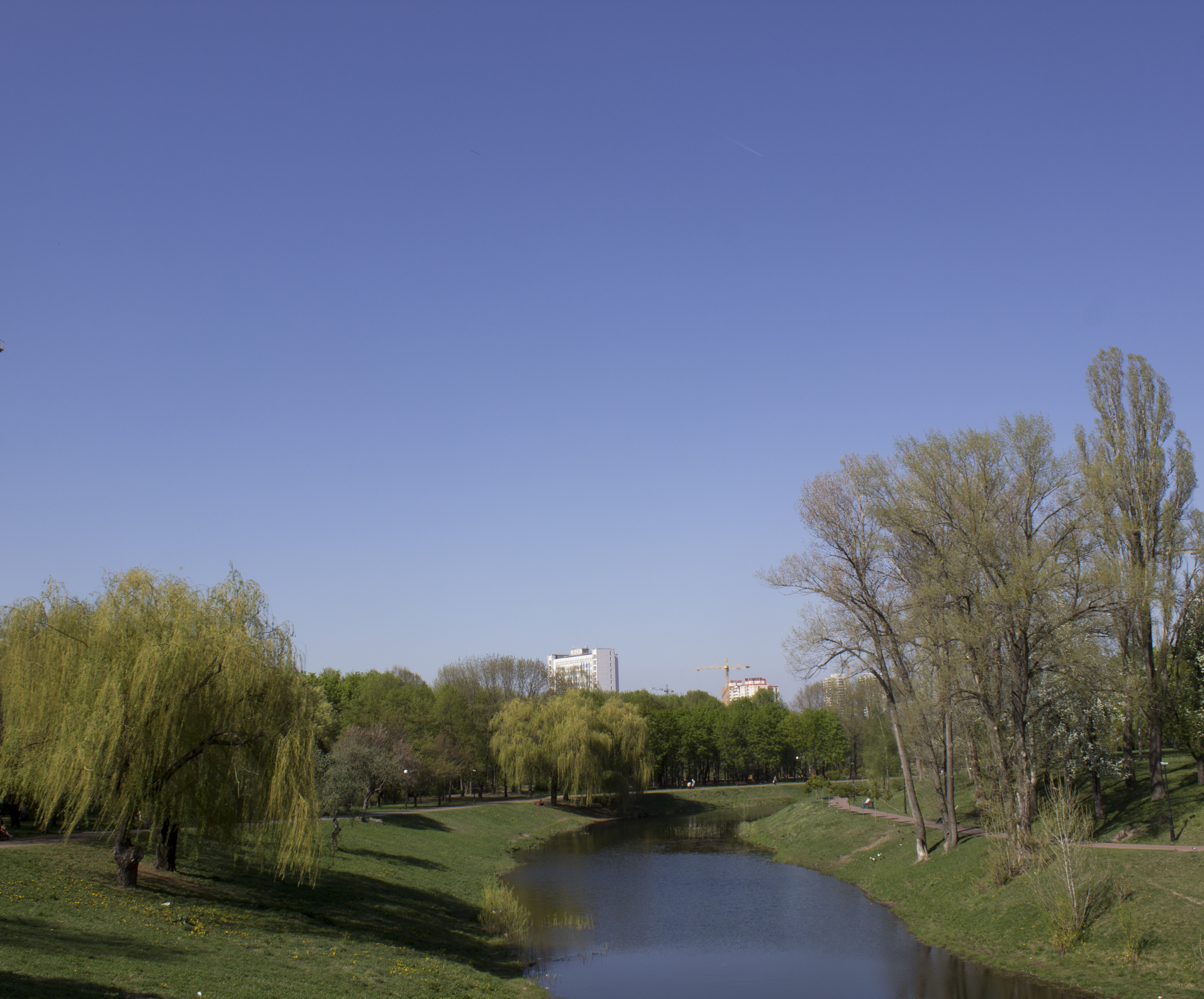
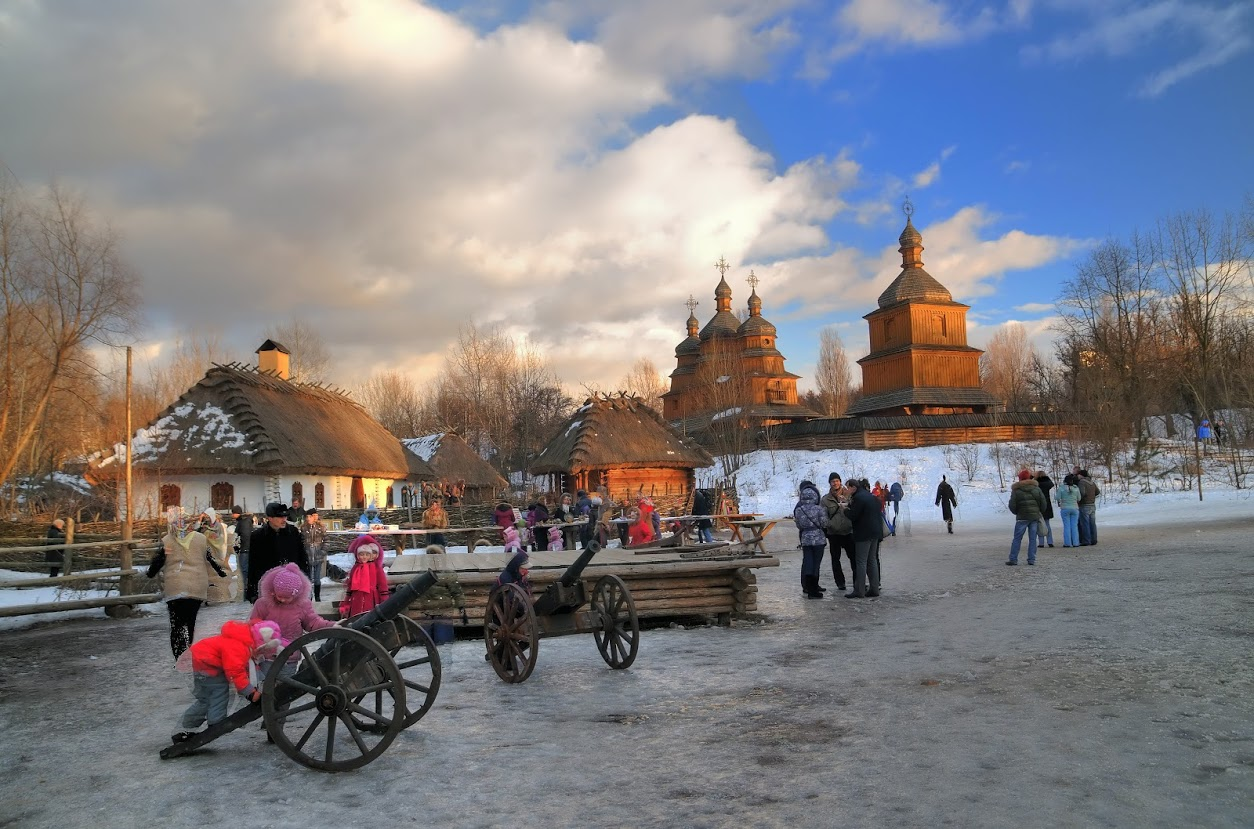
Этнографический музей «Мамаева Слобода»
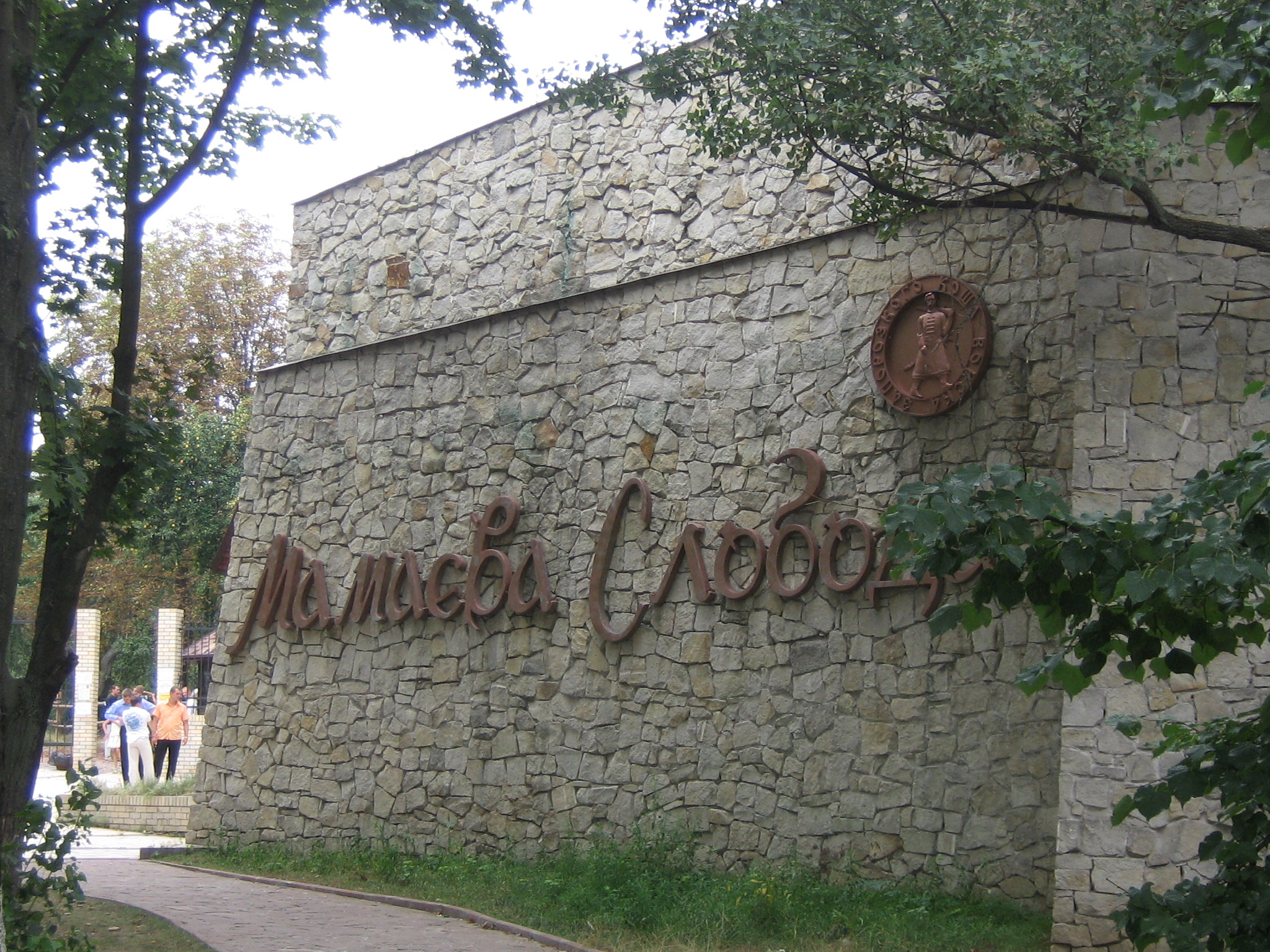
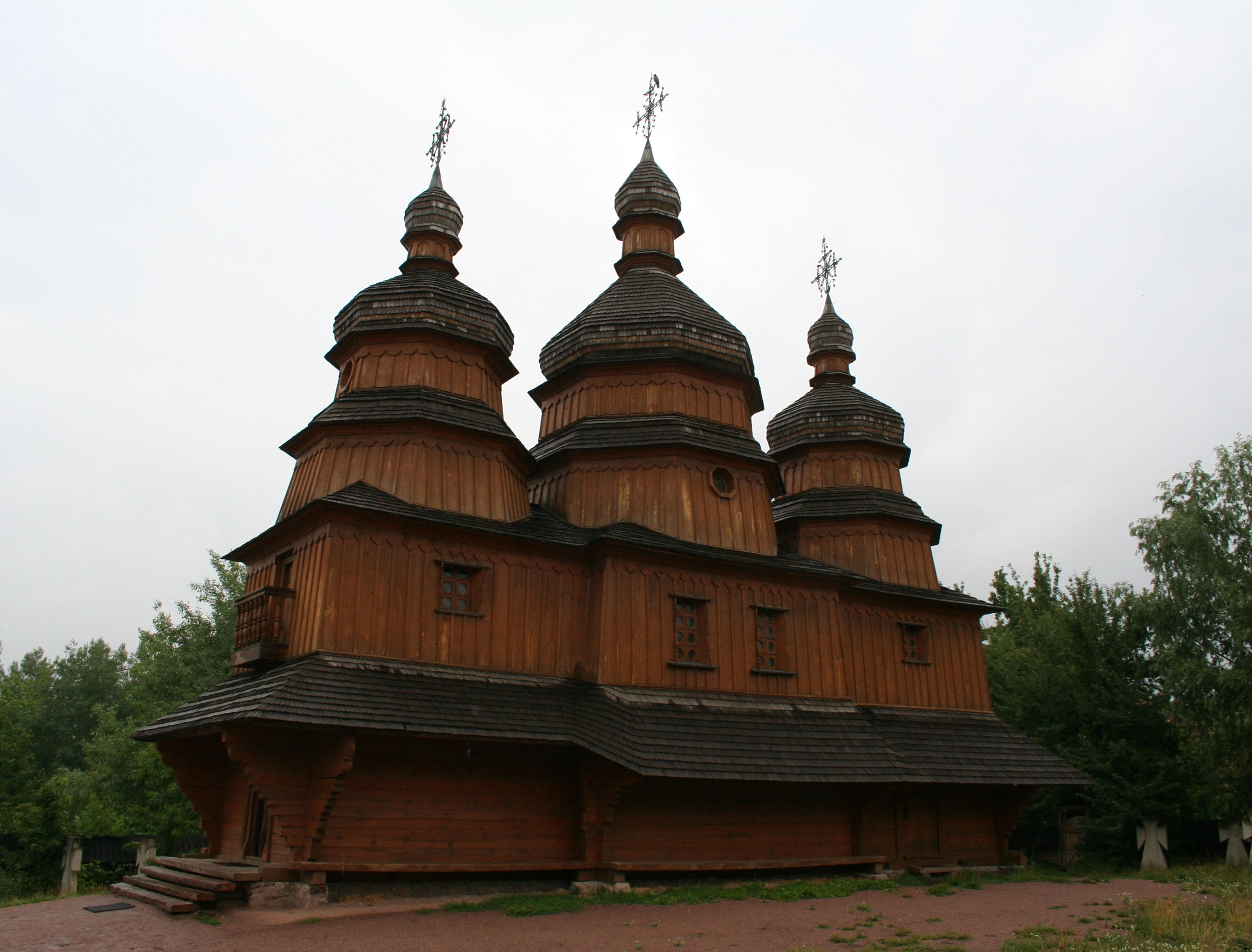